# Ковалевский, Григорий Павлович
Григорий Павлович Ковалевский (1905, дер. Старые Ботаничи, Витебский уезд, Витебская губерния, Российская империя — 1974, гор. Симферополь) — советский партийный и государственный деятель, председатель Алтайского крайисполкома (1945—1947), председатель Курского (1950—1954) и Белгородского (1954—1957) облисполкомов.

## Биография
В 1923 году окончил школу крестьянской молодежи, переехал в город Симферополь Крымской АССР. Работал помощником шофера в гаражах артели «Крымский шофер», в совхозе «Китай» — трактористом.
Член ВКП(б) с 1930 года.
В 1931 году окончил Крымский сельскохозяйственный техникум (Керчь). Работал старшим агрономом Курманской МТС и Лариндорфской МТС. В 1937 году был утвержден начальником зернового управления Крымского Наркомзема, в 1938 году — заместителем заведующего сельскохозяйственным отделом Крымского областного комитета ВКП(б).
С сентября 1939 года — секретарь Алтайского краевого комитета ВКП(б). В мае 1940 года был отозван в распоряжение ЦК ВКП(б) и до 1941 года работал инструктором сельскохозяйственного отдела, в 1941 году был утвержден заведующим сектором земельных органов сельскохозяйственного отдела ЦК ВКП(б). С сентября 1943 года — третий секретарь Алтайского краевого комитета ВКП(б).
В 1945—1947 годах — председатель исполнительного комитета Алтайского краевого Совета депутатов трудящихся.
В 1950—1954 годах — председатель исполнительного комитета Курского областного Совета Делегат XIX  и XX съездов КПСС с решающим голосом.
В 1954—1957 годах — председатель исполнительного комитета Белгородского областного Совета.
Депутат Верховного Совета СССР 2 и 4-го созыва. Депутат Верховного Совета РСФСР 3-го созыва
С 1958 года на пенсии.

## Награды и звания
Награждён медалями «За оборону Москвы» и «За доблестный труд в Великой Отечественной войне 1941—1945 гг.».